# David Barnouw
Nicolaas David Johannes ('David') Barnouw (Retranchement, 11 maart 1949) is een Nederlands historicus en publicist. Hij was van 1979 tot 2014 als onderzoeker, woordvoerder en voorlichter verbonden aan het NIOD.

## Biografie
Barnouw studeerde politieke en sociale wetenschappen aan de Universiteit van Amsterdam en was daarna jaren werkzaam aan het IISG en de subfaculteit psychologie van de Universiteit Leiden. In 2008 en 2012 was hij visiting professor aan de Universiteit van Vermont (USA). In 2014 ontving hij in Boca Raton (Florida) van de 'Lessons and Legacies and the Holocaust Ededucational Foundation' een onderscheiding, met de vermelding In Recognition of your Distinguished Contribution to Holocaust Education.

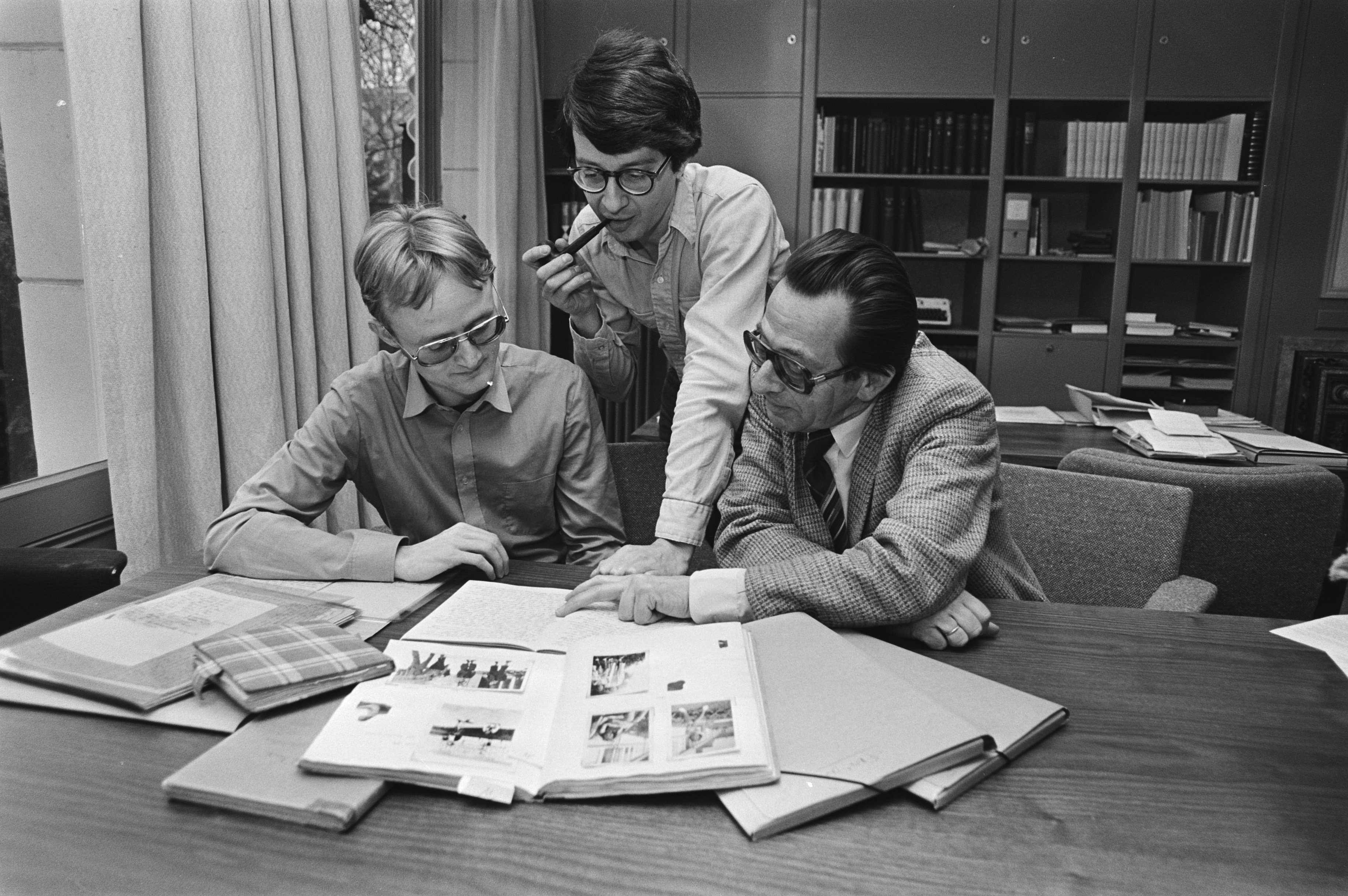
Gerrold van der Stroom, Barnouw en directeur Paape van het NIOD buigen zich over de manuscripten van Anne Frank (1981)

Door zijn interesse in film en geschiedenis is hij actief lid van IAMHIST en was hij voorzitter van de Vereniging Geschiedenis, Beeld & Geluid. Hij was ook vijf jaar commissielid van het Stimuleringsfonds Nederlandse Omroepproducties en organiseerde enkele keren filmprogramma's binnen het IDFA.
Barnouw publiceerde over uiteenlopende onderwerpen als Rost van Tonningen, de Hongerwinter, de Nederlandse Oostcompagnie en postzegels in oorlogstijd, maar werd vooral bekend om zijn publicaties over Anne Frank. In 1986 was hij een van de
editeurs van De dagboeken van Anne Frank, de wetenschappelijke NIOD uitgave, waarvan wereldwijd meer dan 100.000 exemplaren, in zes talen, werden verkocht. Vooral in de USA houdt hij vele lezingen over Anne Frank.
Door zijn publiekswerken als De bezetting in een notendop (2005) en De canon van de Duitse bezetting (2010) wordt hij vaak door nationale en internationale media gevraagd om commentaar te geven op gebeurtenissen uit de Tweede Wereldoorlog.
Barnouw woonde samen met de in 2019 overleden journaliste Elma Verhey.